# Bulgarisches Männergymnasium von Thessaloniki
Das Bulgarische Männergymnasium Kyrill und Method von Thessaloniki (bulgarisch Солунската българска мъжка гимназия „Св. св. Кирил и Методий“ Solunska balgarska maschka gimnasija Sw. sw. Kiril und Metodija) war ein bulgarisches Gymnasium in Thessaloniki (bulgarisch Solun), damals Osmanisches Reich. Das Gymnasium, das über ein Internat für Schüler und die erste Wetterstation in der Stadt verfügte, wurde 1880 gegründet und existierte bis zum 18. Juni 1913. Das Gymnasium war neben dem Plowdiwer Männergymnasium, dem Bolgrader Gymnasium, dem Männergymnasium von Adrianopel und dem Aprilow-Gymnasium eine der wichtigsten bulgarischen Bildungsinstitutionen im Osmanischen Reich.

## Geschichte
Gegründet wurde das Gymnasium 1880 in Thessaloniki von der bulgarischen Gemeinde unter dem Namen Bulgarische Männerschule „Kyrill und Method“. Namensgeber waren die Slawenapostel Kyrill und Method. Unterstützung erfolgte durch das bulgarische Exarchat und Metodi Kusewitsch. Finanziell unterstützt wurde sie vom Exarchat, der bulgarischen Gemeinde in Thessaloniki, Fürst Aleksandar Bogoridi und weiteren notablen Bulgaren aus Makedonien.
Als nach den Balkankriegen 1912/1913 Thessaloniki griechisch wurde und die Bulgaren aus der Stadt vertrieben wurden, wurde das Gymnasium wie alle bulgarischen Institutionen in der Stadt geschlossen. Die Lehrerschaft und Schüler zogen über Strumica (das nach dem Ersten Weltkrieg dem Königreich der Serben, Kroaten und Slowenen zugesprochen wurde) 1920 nach Blagoewgrad um. Das heutige Humanistische Gymnasium Kyrill und Method von Blagoewgrad versteht sich als Nachfolger der Tradition des Gymnasiums von Thessaloniki. Ein ähnliches Schicksal erfuhr das Gymnasium „Dr. Petar Beron“ aus Adrianopel, das nach Swilengrad verlegt wurde.

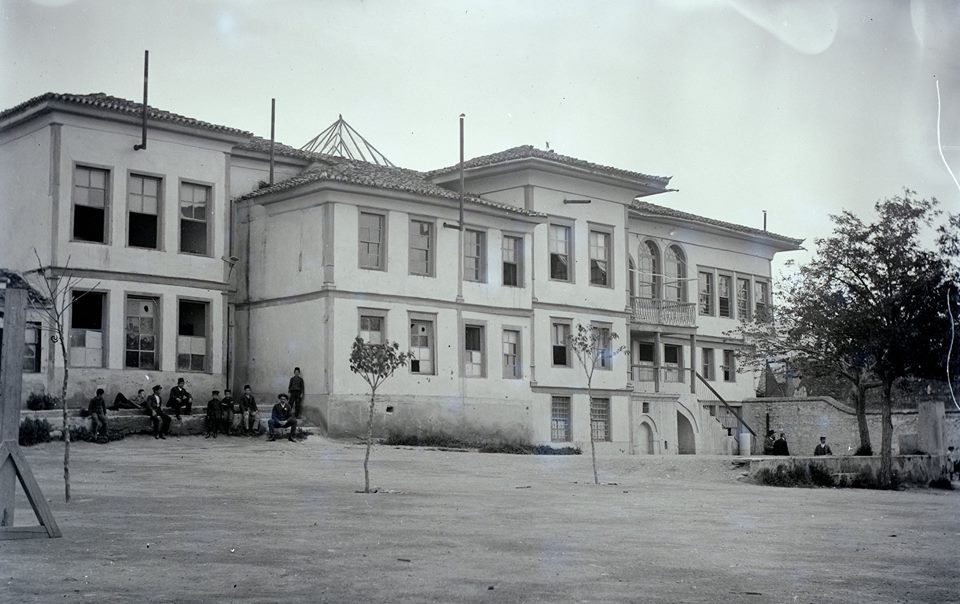
Das verlassene Gebäude, Ende der 1900er Jahre

Ein kleiner Teil des Schularchiv von Thessaloniki befindet sich im Griechischen Staatsarchiv.
Die Schule ist seit 2010 nach ihrem Gründungsort Namensgeber für den Solun-Gletscher in der Antarktis.
Am ehemaligen Standort in der Odos Olymbou 99 enthüllte im März 2014 der Bürgermeister Thessalonikis, Giannis Boutaris, gemeinsam mit dem bulgarischen Kulturminister Petar Stojanovic eine Gedenktafel.

## Personen

### Leiter
| Name                   | von  | bis  |
| ---------------------- | ---- | ---- |
| Kuzman Schapkarew      | 1880 | 1881 |
| Boschil Rajnow         | 1881 | 1883 |
| Georgi Kandilarow      | 1883 | 1887 |
| Konstantin Statelow    | 1888 | 1888 |
| Natscho Natschowitsch  | 1888 | 1891 |
| Dimitar Chadschiiwanow | 1891 | 1892 |
| Wassil Kantschow       | 1892 | 1893 |
| Michail Sarafow        | 1893 | 1896 |
| Atanas Naumow          | 1896 | 1897 |
| Atanas Tschengenew     | 1897 | 1899 |
| Lasar Pajakow          | 1899 | 1900 |
| Georgi Raew            | 1900 | 1904 |
| Christo Tentschew      | 1904 | 1907 |
| Anton Popstoilow       | 1907 | 1909 |
| Todor Detschew         | 1909 | 1912 |
| Georgi Belew           | 1912 | 1913 |

### Bekannte Lehrer (Auswahl)

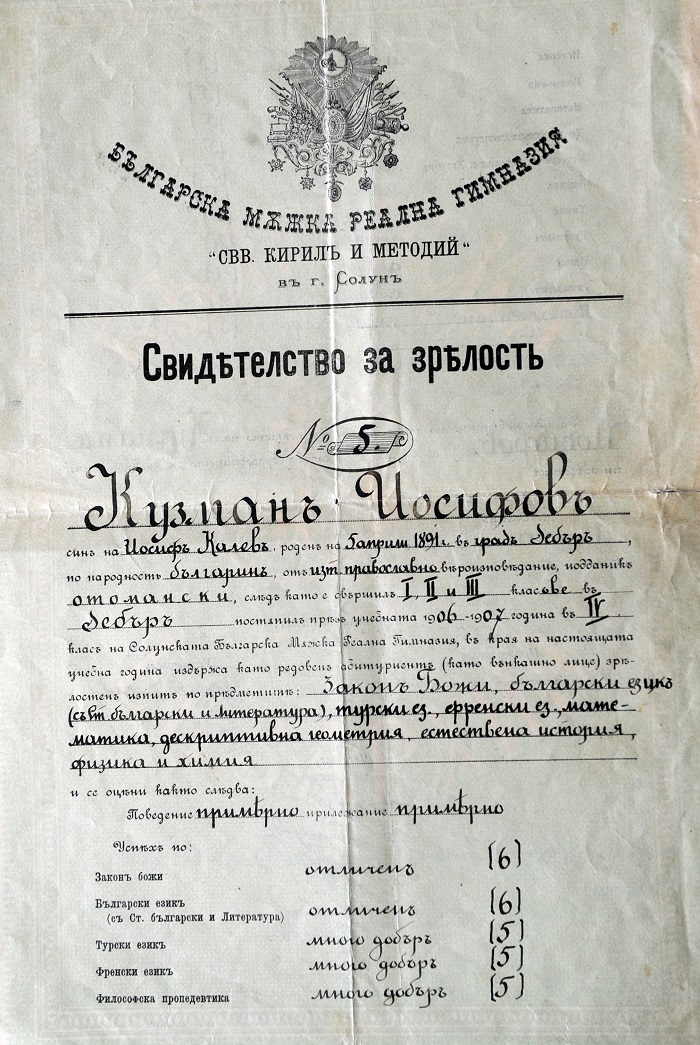
Abschlusszeugnis von Kuzman Josifow aus Debar (1910)

- Wassil Kantschow (1884–1962), Enthograph
- Wladislaw Aleksiew (1862–1902), Historiker
- Grigor Parlitschew (1830–1893), Schriftsteller
- Gjortsche Petrow (1865–1921), Revolutionär
- Konstantin Welitschkow (1855–1907), Politiker, Schriftsteller und Maler
- Trajtscho Kitantschew  (1858–1895), Politiker, Schriftsteller
- Christo Stanischew (1863–1952), Politiker, Revolutionär
- Pere Toschew (1865–1812), Revolutionär
- Andrei Toschew (1867–1944), Politiker, Diplomat, bulgarischer Ministerpräsident

### Bekannte Schüler (Auswahl)
- Goze Deltschew (1872–1903), Revolutionär und Freiheitskämpfer, Anführer der BMARK
- Todor Aleksandrow, Revolutionär und Freiheitskämpfer, Anführer der VMRO
- Dame Gruew (1871–1906), Revolutionär und Freiheitskämpfer, Anführer der BMARK
- Iwan Michajlow (1896–1990), Revolutionär und Freiheitskämpfer, Anführer der VMRO
- Kiril Parlitschew (1875–1944), Freiheitskämpfer Sohn von Grigor Parlitschew
- Simeon Radew (1879–1967), bulgarischer Diplomat
- Andrei Toschew (1867–1944), bulgarischer Ministerpräsident
- Andrei Ljaptschew (1866–1933), bulgarischer Ministerpräsident